# محطة أوميدا

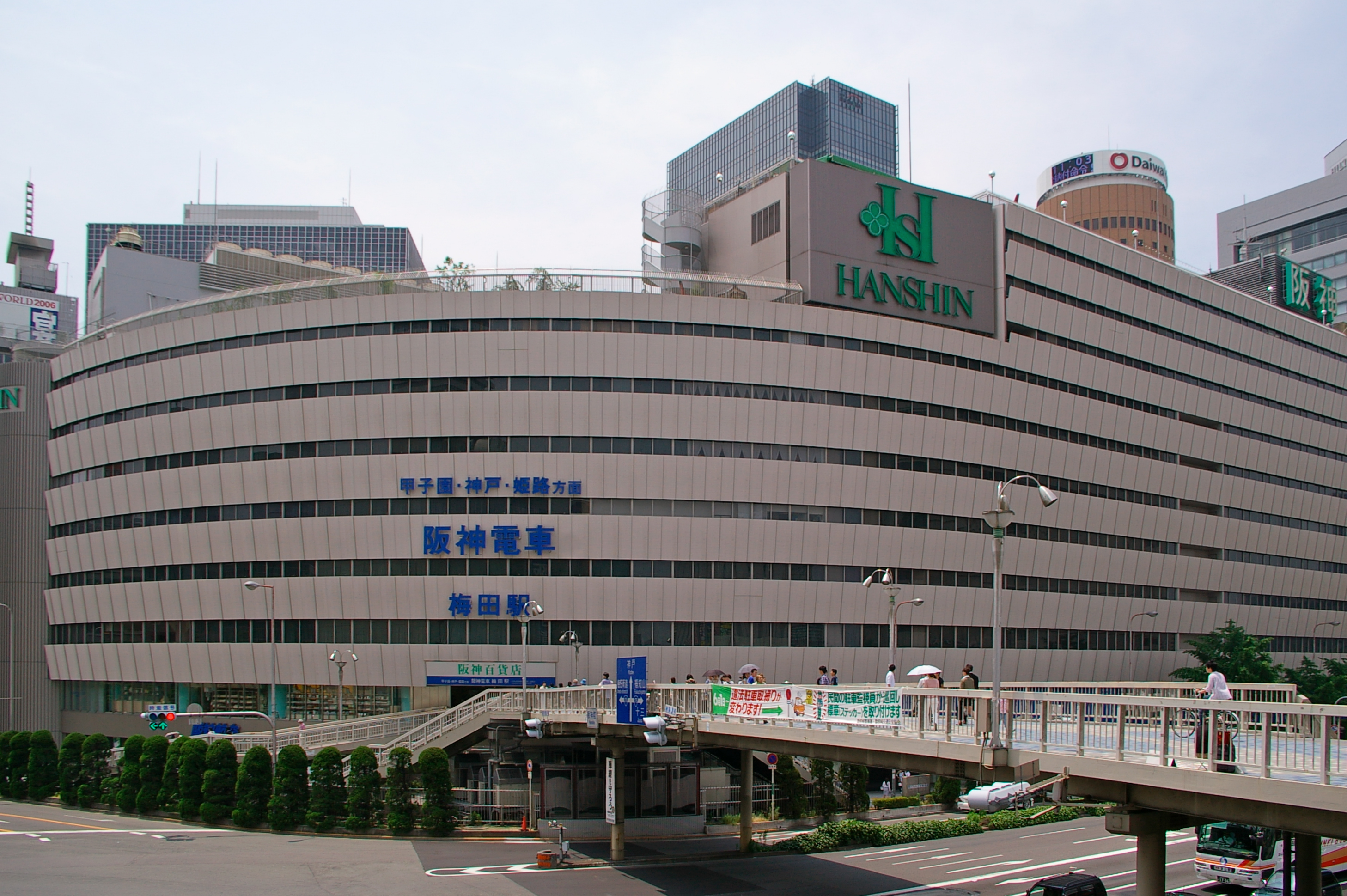
محطة أوميدا مع متجر تسوق هانشين

محطة أوميدا (باليابانية: 梅田駅) هي محطة قطار تقع في كيتا-كو، أوساكا، اليابان. تعتبر محطة أوميدا هي أكثر محطات القطار نشاطاً في غرب اليابان بمعدل 2343747 عابر يومياً بحسب إحصائيات عام 2005.